# Grand Mound (Iowa)
Grand Mound is een plaats (city) in de Amerikaanse staat Iowa, en valt bestuurlijk gezien onder Clinton County.

## Demografie
Bij de volkstelling in 2000 werd het aantal inwoners vastgesteld op 676. In 2006 is het aantal inwoners door het United States Census Bureau geschat op 660, een daling van 16 (-2,4%).

## Geografie
Volgens het United States Census Bureau beslaat de plaats een oppervlakte van 4,8 km², geheel bestaande uit land.

## Plaatsen in de nabije omgeving
De onderstaande figuur toont nabijgelegen plaatsen in een straal van 16 km rond Grand Mound.